# Tierra firme (Amazonia)

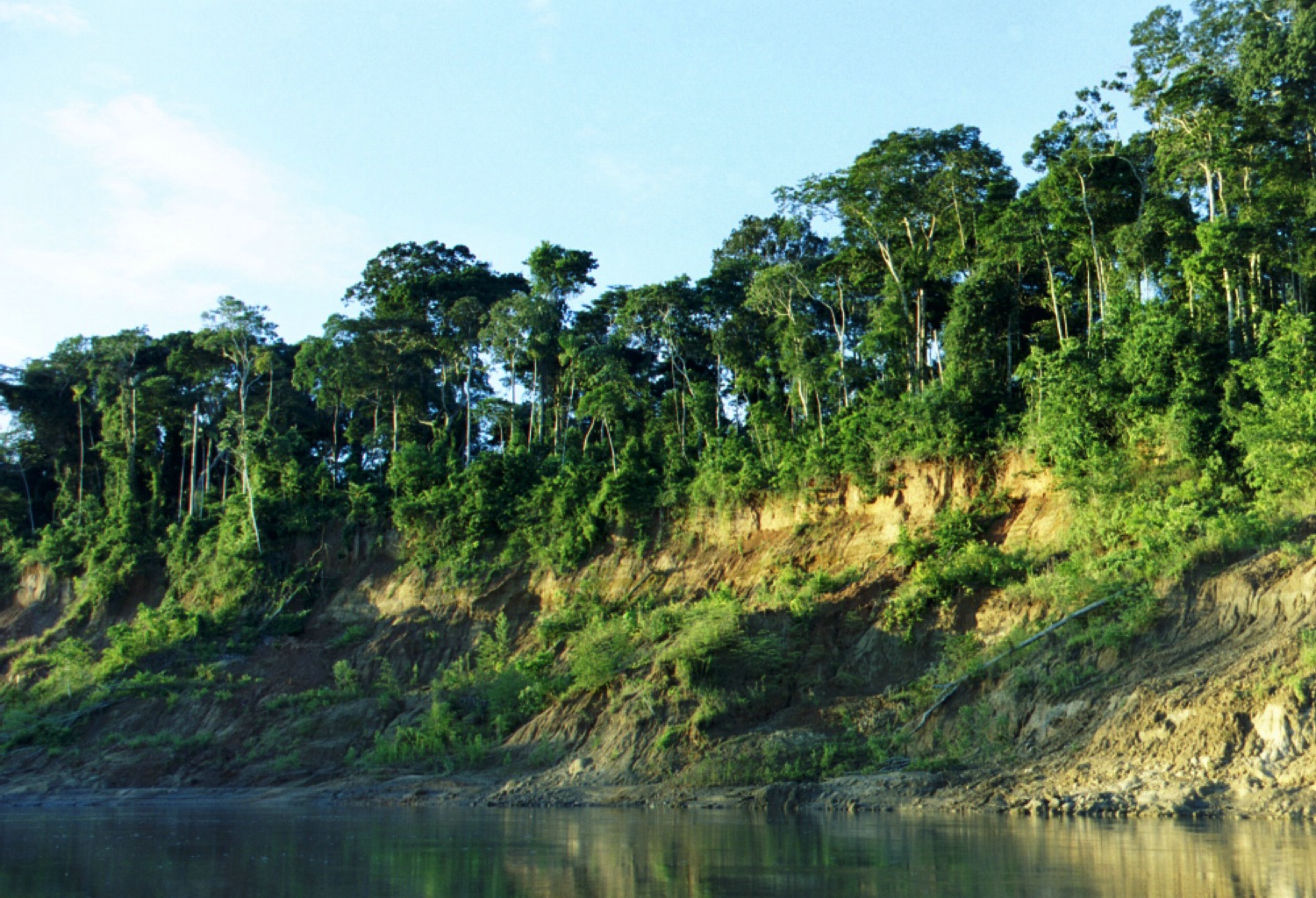
Vista de árboles sobre tierra firme en la cima del barranco. Río Manu, Perú.

En la Amazonia se le llama tierra firme (terra firme en portugués) a aquellos terrenos que no están sujetos a inundaciones recurrentes. Estos terrenos componen el principal ambiente de la Amazonia. Los bosques en tierra firme son estructuralmente homogéneos y altamente diversos en plantas. Ejemplo de esto es que hay comúnmente más de 150 especies de árboles por hectárea y hasta 300 por hectárea en Loreto, Perú. Dentro de la tierra firme existen zonas deprimidas que corresponden a paleocauces en zonas planas de interfluvios.
Se ha observado que al menos para tiempos postcolombinos las áreas de tierra firme son de una baja densidad de población humana en relación a otros ambientes de la Amazonia. Los asentamientos que existen en tierra firme son chicos y escasos.
En el sector alto de la Amazonia brasileña (entorno del río Solimões) se estima que ya hace 250 mil años había un paisaje de tierra firme intercalado con extensos bosques de várzea que dominaban las áreas bajas. Una nueva generación de tierra firme se habría formado hace aproximadamente 35 a 45 mil años atrás mediante la incisión de los cauces de ríos reduciendo considerablemente los bosques de vársea.